# شناگر (فیلم ۲۰۱۳)
«شناگر» (انگلیسی: The Swimmer (2013 film)) یک فیلم است که در سال ۲۰۱۳ منتشر شد.